# Mors (orgelbouwers)
Mors, ook Moors, de Moor, was een geslacht van Zuid-Nederlandse organisten en orgelbouwers met de nadruk op dat laatste. Het geslacht Mors heeft de Zuid-Nederlandse orgelkunst verspreid in Noord-Duitsland, zoals het geslacht Brebos dit deed in Spanje en Langhedul in Frankrijk.

## Grondleggers
De eersten daarin waren Jacob Mors sr en Marc Mors (15e eeuw). Jacob kwam uit Lier en vestigde zich in Antwerpen. Jacob en Marc mochten orgels bouwen op voorspraak van Henri Bredeniers, organist aan het hof als ook organist van de Onze-Lieve-Vrouwekathedraal.

## Zonen van Jacob Mors
Antoon Mors (circa 1490-circa 1562) ging daarin verder. Hij begon rond 1514 zelf orgels te bouwen en te repareren, onder meer het orgel in de privékapel van Keizer Karel V (dan nog prins). Vervolgens wendde hij zich tot de kathedraal van Antwerpen en omgeving. Hij bouwde orgels in de Sint-Pieterskerk in Leuven (1523) en Onze-Lieve-Vrouwekerk in Dendermonde (1553). Ondertussen repareerde hij ook het orgel in de Abdij van Sint-Bertinus te Sint-Omaars. Daarna trok hij naar Duitsland om er voor de hertog Albrecht VII van Mecklenburg-Güstrow een orgel te bouwen voor de Dom van Schwerin (circa 1555) en voor de keurvorst Joachim II Hector van Brandenburg een orgel in een kathedraal in Berlijn. Met name over het orgel van Schwerin was men bijzonder te spreken en zijn bouwwerk vond enige tijd navolging. Hij zou er een tijd rondtrekken, maar ging in rook op. Er werd niets meer van hem teruggevonden totdat zijn erfenis in augustus 1562 overging naar zijn dochter.
Hieronymus Mors (Antwerpen 1519-Schwerin 1598) zat eveneens in de orgelbouw en hij is wellicht degene die het orgel in Schwerin ook daadwerkelijk bouwde.
Jacob Mors jr trok ook van Antwerpen naar Duitsland. Hij ging werken voor Johan Georg van Brandenburg.
Cornelius Mors (overleden Antwerpen 1556) bleef in Antwerpen, werkte enige tijd samen met broer Antoon. Hij is verantwoordelijk voor het orgel in de Sint-Katelijnekerk (Mechelen) te Mechelen (1543) en herstelwerkzaamheden aan de Onze-Lieve-Vrouwekerk aldaar (1556). Hij was ook werkzaam in de Sint-Walburgakerk in Oudenaarde. De oplevering van het orgel in de OLV-kerk maakte hij vermoedelijk niet meer mee, gevonden is dat de betaling geschiedde aan zijn weduwe.

## Kleinzoon
Een van de zonen van Jacob Mors jr, Joachim, was werkzaam in en om Dresden.
Van Belle · Berger · Andries-Jacob Berger · Dominique I Berger · Bremser · Corneille Cacheux · De Lannoy · Antoon van Elen · Jacob van Eynde · Jean-Baptiste Forceville · Hans Goltfuss · Jean-Joseph vander Haeghen · Nicolaas van Hagen · Nicolaas Helewout · Familie Niehoff · Willem Hermans · Hooghuys · Langhedul · Egidius Le Blas · Loret (familie) · Christiaan Penceler · Van Peteghem · Guillaume Robustelly · Jean le Royer · Andries Severijn · Theodoor Smet · Hans Suys